# إلينور سميث
إلينور سميث (بالإنجليزية: Elinor Smith)‏ هي طيارة أمريكية، ولدت في 17 أغسطس 1911 في نيويورك في الولايات المتحدة، وتوفيت في 19 مارس 2010 في بالو ألتو في الولايات المتحدة.